# Christian Friedrich Stempel

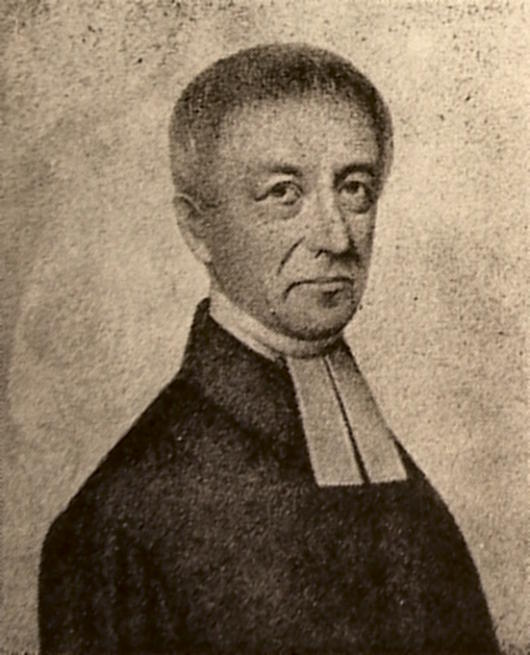
Christian Friedrich Stempel

Christian Friedrich Stempel (sorbisch Kito Fryco Stempel; * 29. November 1787 in Groß Partwitz, Oberlausitz; † 2. April 1867 in Lübbenau) war ein sorbischer Pfarrer und Dichter.

## Leben
Er besuchte bis Ostern 1807 das Gymnasium Bautzen, studierte Theologie in Leipzig und stiftete am 7. September 1807 mit anderen Lausitzer Studenten das Corps Lusatia Leipzig. 1809 trat er der Wendischen Prediger-Gesellschaft bei. Nach dem theologischen Examen (1810) war er zunächst drei Jahre als Hauslehrer tätig. Seit 1813 Pfarrer in Greifenhain, wurde er 1823 Pfarrer und 1853 Oberpfarrer an St. Nikolai (Lübbenau). Er setzte sich für die Erhaltung des sorbischen Volkstums ein. Er schrieb sorbische Sagen, Fabeln und Märchen nieder, übersetzte Griechische Literatur ins Niedersorbische und verfasste selbst Gedichte in dieser Sprache. Stempel gilt als namhafter Vertreter der sorbischen Literatur im Vormärz.

## Werke
- Wie die Lusatia in Leipzig gegründet worden ist; nach 40 Jahren aus der Erinnerung so treu und wahr wie möglich niedergeschrieben, handschriftliches Original vom 1. Dezember 1848 im Archiv des Corps Lusatia Leipzig.